# Still Walking
Still Walking (jap. 歩いても　歩いても, Aruite mo aruite mo, alternativer Fernsehtitel: Gelbe Schmetterlinge) ist ein Spielfilm des japanischen Regisseurs Hirokazu Koreeda aus dem Jahr 2008.

## Handlung
Die Familie Yokoyama versammelt sich im Gedenken an den Tod von Junpei, dem älteren Sohn, der vor 15 Jahren bei einem Unfall ertrunken ist. Sein Vater Kyohei, ein pensionierter Arzt, und seine Mutter Toshiko werden bei dieser Gelegenheit von ihrem Sohn Ryota, der vor kurzem eine Witwe mit einem kleinen Sohn heiratete, und ihrer Tochter Chinami besucht.

## Auszeichnungen
- Mar del Plata – Golden Astor für Besten Spielfilm
- Asian Film Award – Bester Regisseur
- Blue Ribbon Award – Bester Regisseur, Beste Nebendarstellerin